# ベルンハルト・アーダルベルト・エミール・ケーネ

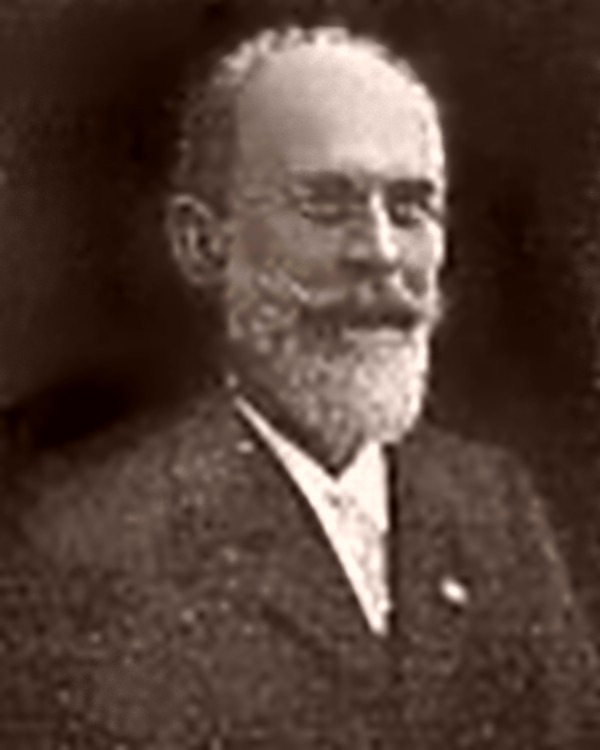
Bernhard A. E. Koehne.

ベルンハルト・アーダルベルト・エミール・ケーネ（Bernhard Adalbert Emil Koehne、1848年2月12日 - 1918年10月12日）はドイツの植物学者である。ベルリン大学の教授を務め、特に ミソハギ科（Lythraceae、バラ類）の分類学の権威であった。

## 生涯
現在はポーランド領となっているストシェゴム（当時のドイツ語名Striegau）近くの町で生まれた。ベルリン大学の教授を務め、アドルフ・エングラーの"Das Pflanzenreich"やエングラーとプラントル（Carl Prantl）の"Die natürlichen Pflanzenfamilien"のLythraceaeの章の執筆を行った。マルティウスの『ブラジルの植物』（"Flora Brasiliensis "）の執筆にも加わった。1892年にドイツ自然科学アカデミー・レオポルディーナの会員に選ばれた。
キク科の植物の属名、Koehneolaに献名されている。